# Lycosa yunnanensis
Lycosa yunnanensis là một loài nhện trong họ Lycosidae.
Loài này thuộc chi Lycosa. Lycosa yunnanensis được Chang-Min Yin, Peng & Jia-Fu Wang miêu tả năm 1996.